# 幻想曲K.475
幻想曲 ハ短調 K. 475 は、ヴォルフガング・アマデウス・モーツァルトが1785年に作曲したピアノのための幻想曲。旧モーツァルト全集では通し番号の第4番が充てられたため、『幻想曲第4番』と表記される場合もある。

## 概要
本作は1785年5月20日にウィーンで作曲された。楽譜は同年12月に『ピアノソナタ第14番 ハ短調』（K. 457）と合わせて「作品11」として出版されており、これにより『ピアノソナタ第14番』は、モーツァルトのピアノソナタの中でジャンル違いの作品とともに出版された唯一の作品となった。「作品11」の2曲は、モーツァルトの最初の弟子といわれるテレーゼ・フォン・トラットナーに献呈されている。
この作品は『ピアノソナタ第14番』へのプロローグとすべく書かれている。形式的には各部分が接続されていくという形で一貫性を見せており、その方法論にはC.P.E. バッハの幻想曲が参考にされた可能性もある。一方、和声的にはソナタ形式に用いられる因習的な推移を逸脱し、主調から離れて彷徨うように移り変わる。モーツァルトはこの曲において当時のピアノの音域を余すことなく活用し、その色彩豊かな効果を引き出している。
モーツァルトの研究で知られる音楽学者のアルフレート・アインシュタインは、モーツァルトの「最大限の想像力の自由さと大胆さ、極めて極端な発想の対比、この上なく抑圧から自由な抒情性の多様さ、そしてヴィルトゥオーゾ要素に耽りながらも、構造の論理性を保つ能力」に言及し、本作を高く評価している。
また、オーストリアの作曲家であるイグナーツ・フォン・ザイフリートは、本作を『ピアノソナタ第14番』と組み合わせて全4楽章の管弦楽曲『大幻想曲 ハ短調』として編曲している。

## 楽曲構成
演奏時間は約12分半。本作には「アダージョ」「アレグロ」「アンダンティーノ」「ピウ・アレグロ」の4つの速度が用いられており、速度の変更は新しい主題の導入のタイミングと一致する。また、調はハ短調であるが、アンダンティーノの部分以外には調号が書かれておらず、全て臨時記号で処理されている。まず、曲はアダージョで始まる（譜例1）。
譜例1
この上昇形のモチーフが転調しながら繰り返されていき、ニ長調にたどり着くと愛らしい旋律が奏される。フェルマータの付された休符で間を置いたのち、アレグロの楽想が導入される（譜例2）。
譜例2
そのまま勢いを保ってカデンツァへとなだれ込む。落ち着きを取り戻してアンダンティーノ、4分の3拍子となると、譜例3の主題が奏でられる（また、ここで初めて調号が追加される）。
譜例3
これに続くのはピウ・アレグロの楽想で、右手が奏する急速なアルベルティ・バスの音型に乗って移り変わっていく。やがて冒頭の速度に戻って譜例1が再現され、最後は急速に上昇するスケールで締めくくられる。